# Hamvai Sándor
Hamvai Sándor, családi nevén Hegedűs (Szilágysomlyó, 1861. március 18. –  Szilágysomlyó, 1925. január 31.) erdélyi magyar író.

## Életpályája
Közigazgatási pályán működött. A Szilágysági Újság (1910–19) alapítója, a Szigligeti Társaság tagja. Elbeszéléseit, tárcáit, novelláit több erdélyi lap közölte. Novelláskötetei után (Apró emberek. Szilágysomlyó 1885; Fövényszemek. Budapest 1892; A jó vidékiek. Budapest 1898) a Brassói Lapok adta ki A szent hazugság című regényét (Brassó 1925). Halála után írásai a Jakab László szerkesztette Elbeszélések régi somlyói és szilágysági íróktól című gyűjteményben (Szilágysomlyó 1938) szerepeltek.